# Alte Burg Penzlin
Die Alte Burg Penzlin liegt in der Stadt Penzlin, südwestlich von Neubrandenburg in Mecklenburg-Vorpommern.

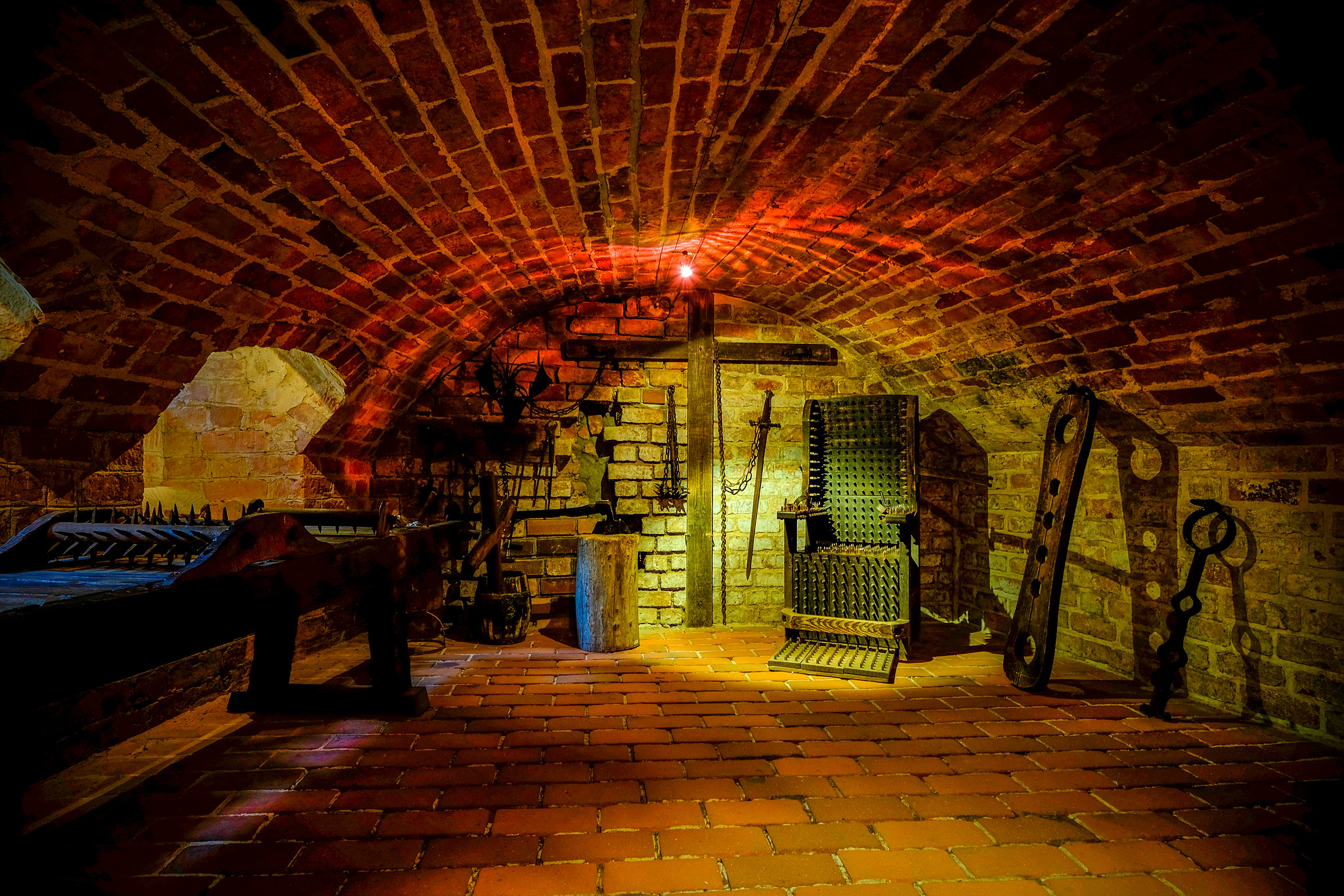
Burg Penzlin, Folterkeller mit Nachbildungen historischer Folterwerkzeuge

## Geschichte
Im Penzliner Land lag im 12. Jahrhundert eine Grenzanlage namens Eiserne Pforte (Isern Purt) zwischen den Slawen und den deutschen Siedlern. Um 1220 erfolgte dann die deutsche Besiedlung und vermutlich der Bau der Burg, die in der Folge die Zweitresidenz der Fürsten Werle wurde.
Ab 1501 war die Burg Stammsitz der Familie von Maltzahn. Der Einbau der „Hexenkeller“ erfolgte ab 1560. Infolge des Dreißigjährigen Krieges verfiel die Burg allmählich und war seit dem 18. Jahrhundert unbewohnbar. Die Herren von Maltzan errichteten daher 1810 oberhalb der Alten Burg einen neuen Wohnsitz, das Schloss Neue Burg. Im Jahr 1941 wurde die Alte Burg von den Freiherren von Massenbach an die Stadt Penzlin verkauft, die die Burg in der Folgezeit für Wohnzwecke und als Museum nutzte. Ab 1990 wurde die Alte Burg Penzlin umfassend saniert. Sie kann ungeführt besichtigt werden; die Innenräume und der „Hexenkeller“ nur in Verbindung mit einem Museumsbesuch.

## Das Burgmuseum

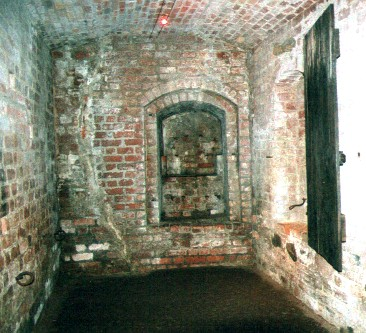
Verlies (sgn. „Hexenkeller“)

Die Innenräume des Museums widmen sich heute den Themen Alltagsmagie mit mecklenburgischem Schwerpunkt sowie Hexenverfolgung der Frühen Neuzeit. Zudem verfügt der Burghof über einen Kräutergarten mit Gewächsen, denen magische Kraft nachgesagt wird.
Im Keller befindet sich das einzige frühneuzeitliche „Hexen“-Verlies Europas, das exakt den Regeln des „Hexenhammers“ entsprach und bis heute weitestgehend in solchem Zustand erhalten ist. Darüber hinaus hat sich dort eine Fledermauskolonie mit Tieren unterschiedlicher Gattungen eingenistet, die jedoch im Dunkeln verborgen bleiben, aufgrund des Artenschutzes aber willkommene Gäste sind.
Weiterhin sind in der Burg verschiedene Exponate zu den Themen Magie und Hexenverfolgung zu sehen. Der in Penzlin geführte Hexenprozess um Benigna Schultzen hat überregionale Bedeutung erlangt, da er zu den längsten der Hexenverfolgung gehört. Ihr Inquisitions- und Revisionsprozess erstreckte sich über 12 Jahre von 1699 bis 1711.
Für Schulklassen und Feriengruppen werden diverse Aktivitäten angeboten, die auf der Website des Museums zu finden sind.

## TraditionsvereinWächter der Isern Purt
Zur Mitgestaltung der jährlichen mittelalterlichen Burgfestes in Penzlin hat sich ein Ritterverein gegründet, der die Ritterspiele, das Leben der Ritter im Raum Penzlin zur Grundlage hat.

## Literatur

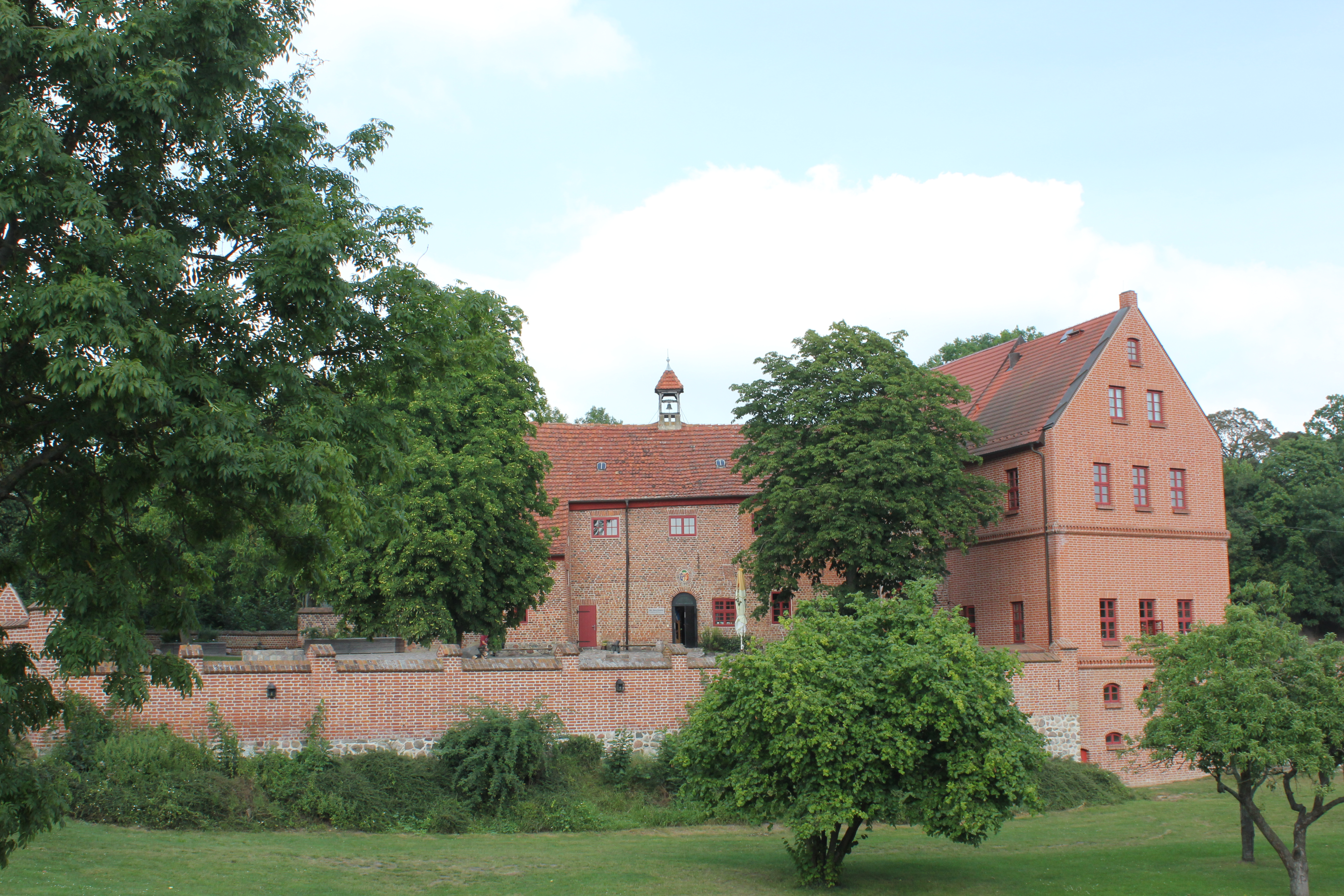
Ansicht von Südwesten